# Alter Jüdischer Friedhof (Krakau)
Koordinaten: 50° 3′ 9″ N, 19° 56′ 49″ O

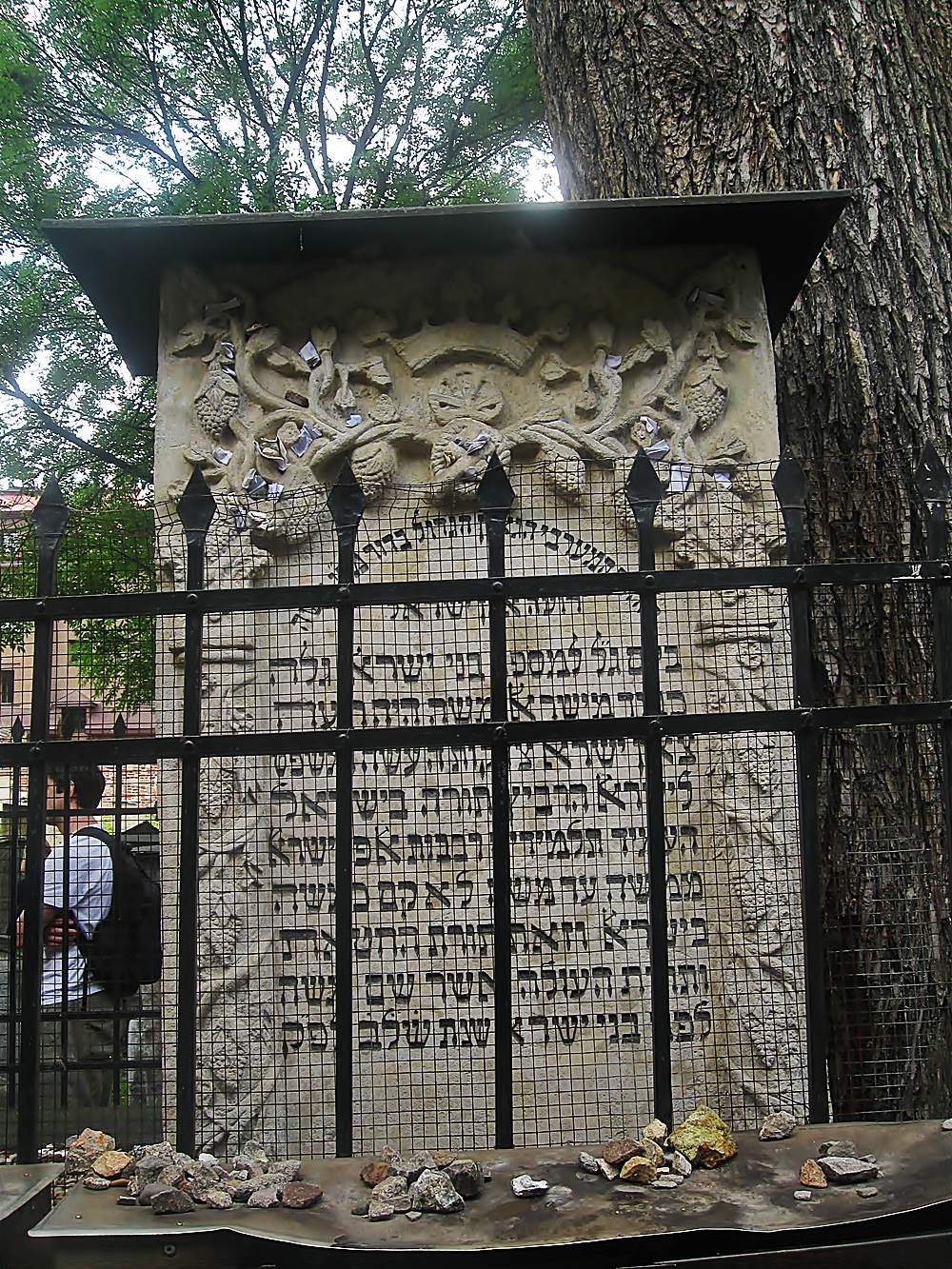
Moses Isserles’ Grabstein, mit der Inschrift: „von Moses bis Moses gab es keinen wie Moses“

Der Alte Jüdische Friedhof Krakau (poln. Cmentarz Remuh) liegt im Stadtteil Kazimierz der südpolnischen Stadt Krakau in der Woiwodschaft Kleinpolen.
Der Friedhof wurde 1551 angelegt. Der älteste jüdische Friedhof in Krakau wird seit 1800 nicht mehr für Begräbnisse genutzt. Neben zahlreichen künstlerisch wertvollen Grabsteinen liegt hier der Rabbiner Moses Isserles begraben. Sein Grab wird von Juden aus vielen Ländern aufgesucht.